# Bulbophyllum gramineum
Bulbophyllum gramineum är en orkidéart som beskrevs av Henry Nicholas Ridley. Bulbophyllum gramineum ingår i släktet Bulbophyllum och familjen orkidéer. Inga underarter finns listade i Catalogue of Life.